# Кобиляцька сільська рада
Кобиля́цька сільська́ ра́да — адміністративно-територіальна одиниця та орган місцевого самоврядування у Звенигородському районі Черкаської області. Адміністративний центр — село Кобиляки.

## Загальні відомості
- Населення ради: 600 осіб (станом на 2001 рік)

## Населені пункти
Сільській раді були підпорядковані населені пункти:
- с. Кобиляки

## Склад ради
Рада складалася з 12 депутатів та голови.
- Голова ради: Мацюк Любов Сергіївна
- Секретар ради: Голосій Олена Антонівна

### Керівний склад попередніх скликань
| Прізвище, ім'я, по батькові | Основні відомості                                                         | Дата обрання | Дата звільнення |
| --------------------------- | ------------------------------------------------------------------------- | ------------ | --------------- |
| Мацюк Любов Сергіївна       | Сільський голова, 1965 року народження, освіта вища                       | 26.03.2006   | 31.10.2010      |
| Мацюк Любов Сергіївна       | Сільський голова, 1965 року народження, освіта вища, член Партії регіонів | 31.10.2010   |                 |

Примітка: таблиця складена за даними сайту Верховної Ради України

### Депутати
За результатами місцевих виборів 2010 року депутатами ради стали:

#### За суб'єктами висування
| Суб'єкт висування | Кількість обраних депутатів | %   |
| ----------------- | --------------------------- | --- |
| Самовисування     | 12                          | 100 |

#### За округами
| № округу | Прізвище, ім'я, по батькові    | Дата визнання обраним | Освіта | Партійна приналежність | Відомості про обраного депутата                |
| -------- | ------------------------------ | --------------------- | ------ | ---------------------- | ---------------------------------------------- |
| 1        | Гавриленко Тетяна Іванівна     | 01.11.2010            | вища   | позапартійна           | Кобиляцька сільська бібліотека, бібліотекар    |
| 2        | Довгань Раїса Володимирівна    | 19.11.2012            | вища   | позапартійна           | Кобиляцька сільська рада, касир, прибиральниця |
| 3        | Педченко Олексій Олексійович   | 01.11.2010            | вища   | позапартійний          | СТОВ «Злагода», агроном                        |
| 4        | Галій Володимир Миколайович    | 01.11.2010            | вища   | позапартійний          | СТОВ «Злагода», механізатор                    |
| 5        | Музиченко Галина Володимирівна | 01.11.2010            | вища   | позапартійна           | тимчасово не працює                            |
| 6        | Шевченко Людмила Миколаївна    | 01.11.2010            | вища   | позапартійна           | ЗАТ НВФ «Урожай», бухгалтер                    |
| 7        | Тіторенко Надія Володимирівна  | 01.11.2010            | вища   | позапартійна           | Кобиляцька сільська рада, касир                |
| 8        | Каюк Іван Володимирович        | 01.11.2010            | вища   | позапартійний          | Фермер                                         |
| 9        | Бондар Володимир Анатолійович  | 01.11.2010            | вища   | позапартійний          | Кабиляцький НВК, завгосп                       |
| 10       | Коренев Віталій Михайлович     | 01.11.2010            | вища   | позапартійний          | тимчасово не працює                            |
| 11       | Черевко Валентина Миколаївна   | 01.11.2010            | вища   | позапартійна           | тимчасово не працює                            |
| 12       | Плотнікова Галина Петрівна     | 01.11.2010            | вища   | позапартійна           | СТОВ «Злагода», бухгалтер                      |